# Ramón Labayen
Ramón María Labayen Sansinenea (Tolosa, 31 de agosto de 1928 - San Sebastián, 14 de diciembre de 2013) fue un empresario, gestor y político español, miembro del Partido Nacionalista Vasco (PNV), que fue alcalde de San Sebastián entre 1983 y 1987, y consejero de Cultura del Gobierno Vasco.

## Biografía
Nacido en el seno de una familia vinculada al nacionalismo vasco, su padre fue miembro del PNV y alcalde de Tolosa. Durante la Guerra Civil la familia tuvo que partir al exilio en Francia. Allí, Ramón Labayen estudió los primeros años y regresó con su familia al finalizar la Segunda Guerra Mundial, estableciéndose en San Sebastián. En la Universidad Complutense de Madrid se licenció en Ciencias Químicas y desarrolló su actividad profesional en la industria conservera y turística.
En el ámbito público, fue teniente de alcalde del ayuntamiento de San Sebastián en 1978 y presidente de la Caja de Ahorros Municipal. Activo militante del Partido Nacionalista Vasco (PNV), en 1980, cuando se formó el primer Gobierno Vasco tras la aprobación del Estatuto de Guernica con Carlos Garaikoetxea como lehendakari, fue nombrado consejero de Cultura, cargo que desempeñó hasta 1983, poniendo en marcha la televisión vasca, Euskal Telebista, y la Orquesta Sinfónica de Euskadi. Tras las elecciones municipales de 1983 fue elegido alcalde de San Sebastián, cargo en el que permaneció hasta 1987. Por último, en 1987 fue elegido diputado en el Parlamento Vasco, cargo que desempeñó hasta 1990 y donde participó como miembro de las comisiones de Economía y Hacienda, Derechos Humanos y control de la radio y televisión vasca EITB.
De su trayectoria política, sus compañeros del PNV lo consideraron como un veterano militante, muy activo, que llegó a decir, "ETA fue la espada que nos protegió"´(https://parlamento-cantabria.es/sites/default/files/10L%20Punto%201%20C%20Presidencia%20%28150-B%29_firmado.pdf) y como un activista de la cultura vasca. Miembros de distintas formaciones políticas como el Partido Socialista de Euskadi-Euskadiko Ezkerra (José Antonio Pastor) o el Partido Popular del País Vasco (Borja Sémper), destacaron su trayectoria como consejero y su valor como parte importante de la historia contemporánea de Guipúzcoa y el País Vasco.